# Ishkashim (Tadjikistan)
Pour les articles homonymes, voir Ishkashim.
Ishkashim (tadjik : Ишкошим) est une ville du Sud du Tadjikistan, chef-lieu du raïon d'Ishkashim dans le Haut-Badakhchan (partie occidentale du Pamir). Elle se trouve juste à l'est du Piandj, qui forme à cet endroit la frontière avec l'Afghanistan, et est traversée par la route européenne 009.

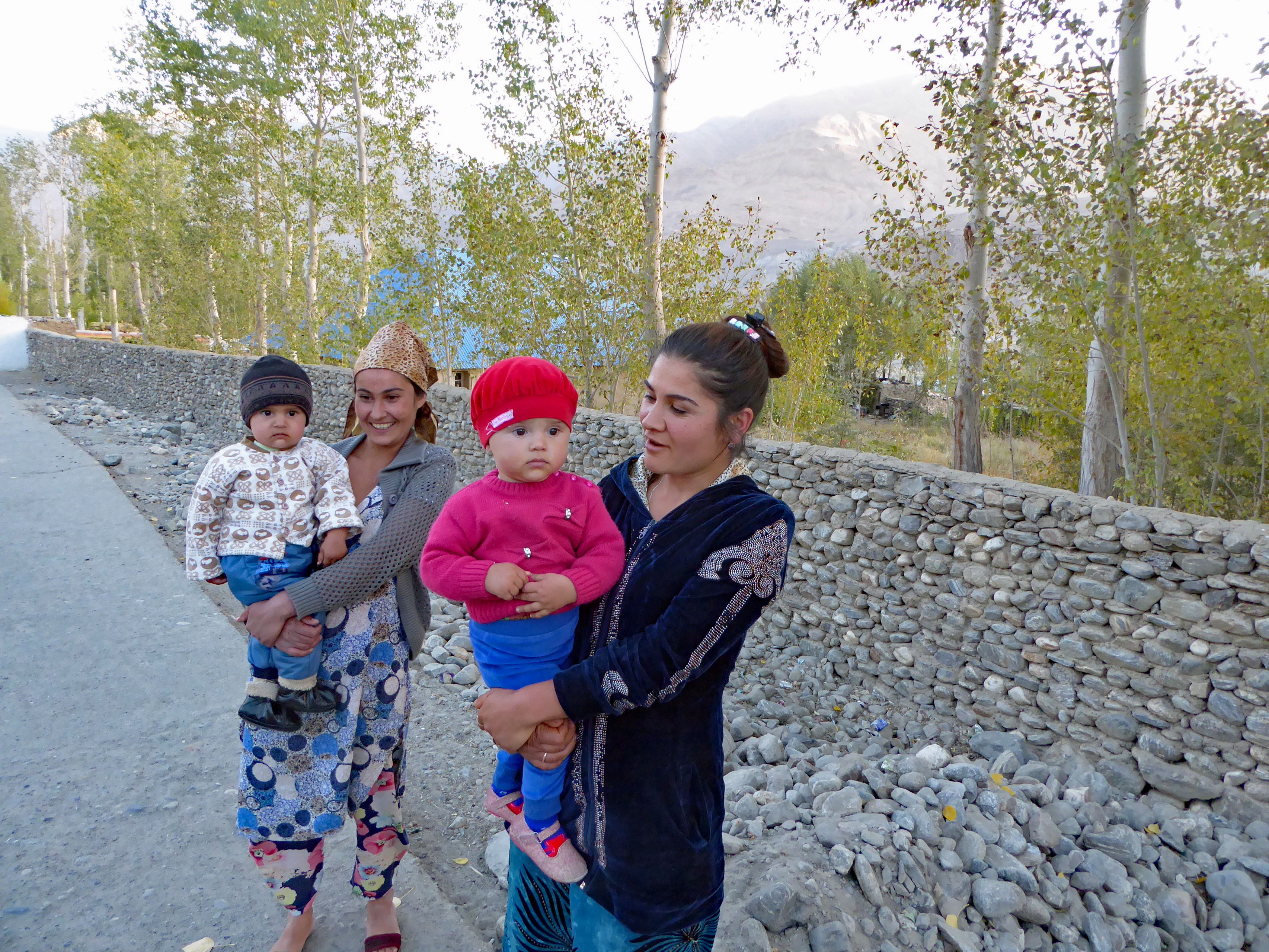
Femmes et enfants d'Ishkashim (2016).